# Филистимци
Филистимците (на иврит: פלישתים; на гръцки: Φιλισταίοι; на латински: Philistaei) са древен народ, населявал приморската част на Палестина (от съвременния Тел Авив до Газа), чието име произлиза от тяхното.
Основният източник за филистимците е Танах (Еврейската Библия), но за първи път те са засвидетелствани в релефи в Храма на Рамзес ІІІ в Мединет Хабу, Древен Египет, където се наричат Пелесет, сходно с еврейското Плект. Паралелният асирийски термин е Palastu, Pilišti или Pilistu. „Филистимци“, като и употребеното в Септуагинтата (LXX) за тях наименование, „алофули“, на гръцки: ἀλλόφυλοι, означава просто „други народи“. Според Дейвид Абулафиа, терминът „Пелеш“ означава чужденец или скитник. Името им се свързва и с т.нар. морски народи.
Основните им селища са група от 5 града, управлявани от местни князе – Газа, Ашкелон, Ашдод, Екрон и Гат, които просъществуват от XII до VIII век пр.н.е. Говорят език, разбираем за евреите, но религията им е по-близка до тази на останалото население на областта Ханаан, почитат божествата Ваал (Ваал-зевув), Дагон и Астарта. Старият завет отбелязва филистимците, като единственият народ в региона, който не практикува обрязване.
Първото им споменаване в Танах е в Таблицата на народите, където се казва, че се спускат от Калухим, син на Мизрайм, син на Хам, родоначалник на египтяните. Обаче те не са причислени към народите, осъдени на изтребление със семето Ханааново.

В „Библията“ те се представени, като войнствен народ, запознат с различни занаяти и преди всичко – с технологии, свързани с добива и обработката на желязо. Същевременно филистимците от Битие, които са могъщ народ със свои царе и големи градове и приятелски настроени към Авраам (ок. 1900 г. преди пр.н.е.), се идентифицират от равинските източници, различаващи се от воюващите с евреите, описани във Второзаконие и по нататък, където са изобразени като едни от като сред най-опасните врагове на Царство Израил. 
Основната теория за произхода на филистимците е, че те са потомци на заселници от Микенска Гърция, които създават своя колония на крайбрежието, като част от голямата експанзия на микенските гърци в Егейския басейн и Източното Средиземноморие. В научната литература се срещат и други, по-спорни теории, акцентиращи върху някои библейски пасажи, свързващи филистимците с други библейски групи като Кафторим, херетците и фелетите, които са идентифицирани в Крит и се предполага, че са част от пеласгите, въпреки че тази теория е оспорена. През 2016 г. е открито голямо филистимско гробище, съдържащо повече от 150 мъртви, погребани в овални гробове, отново подсказващо че са с егейски произход. В средата на 2019 г. са направени първите генетични изследвания, с резултати даващи основания на предположенията, че филистимците са с произход по-скоро от Южна Европа, отколкото от Източното Средиземноморие.